# Euterpe luminosa
Euterpe luminosa es una especie de la familia Arecaceae,  conocida por su nombre común pacsoa. Es originaria de Sudamérica.

## Descripción
Palma que alcanza entre 5-11 m de altura, y 5-8 cm de diámetro en la base y 3 cm en el ápice; cespitosa, aunque se da la aparición de un solo tallo, grisáceo, corteza fisurada longitudinalmente, 9-12-hojas, arqueadas, de 40-70 cm de largo, verdosas, con tricomas lanosos rojo castaños, pecíolos de 20-40 cm de largo, raquis de 110-160 cm de largo, 45-70 pinnas subopuestas, lineal lanceoladas.
Inflorescencia infrafloral en antesis, pedúnculo de 5 cm de largo, flores en tríadas.

## Distribución y hábitat
Es  nativa de Sudamérica, específicamente de la Amazonia peruana y boliviana, que hasta 2005 se consideraba exclusiva de una pequeña área en los Andes peruanos. Su densidad más alta se registra en los bosques montanos con una altitud entre 1.500 y 2.000 m s. n. m., con presencia de bosques monoespecíficos tanto de Dictyocaryum lamarckianum como de Euterpe luminosa.
Está amenazada por destrucción de hábitat.

## Usos
Su brote apical es consumido como palmito.

## Taxonomía
Euterpe luminosa fue descrita por A.J.Hend., Galeano & Meza y publicado en Brittonia 43(3): 178, en el año 1991.
Etimología
El género lleva el nombre de la musa Euterpe de la mitología griega.
luminosa: epíteto